# Purwokerto (Kayen)
Purwokerto is een bestuurslaag in het regentschap Pati van de provincie Midden-Java, Indonesië. Purwokerto telt 1728 inwoners (volkstelling 2010).